# Masanori Tokita
Masanori Tokita (鴇田 正憲, Tokita Masanori, Kobe, 24 juni 1925 – Hyogo, 5 maart 2004) was een Japans voetballer die als aanvaller speelde.

## Clubcarrière
In 1944 ging Tokita naar de Kwansei Gakuin University, waar hij in het schoolteam voetbalde. Nadat hij in 1950 afstudeerde, ging Tokita spelen voor Tanabe Pharmaceutical. Tokita veroverde er in 1959, 1953, 1955 en 1959 de Beker van de keizer. Tokita beëindigde zijn spelersloopbaan in 1959.

## Japans voetbalelftal
Masanori Tokita maakte op 7 maart 1951 zijn debuut in het Japans voetbalelftal tijdens een Aziatische Spelen 1951 tegen Iran. Masanori Tokita debuteerde in 1951 in het Japans nationaal elftal en speelde 12 interlands, waarin hij 2 keer scoorde.

## Statistieken
| Japans voetbalelftal | Japans voetbalelftal | Japans voetbalelftal |
| Jaar                 | Wed.                 | Dlp.                 |
| -------------------- | -------------------- | -------------------- |
| 1951                 | 3                    | 1                    |
| 1952                 | 0                    | 0                    |
| 1953                 | 0                    | 0                    |
| 1954                 | 3                    | 1                    |
| 1955                 | 1                    | 0                    |
| 1956                 | 2                    | 0                    |
| 1957                 | 0                    | 0                    |
| 1958                 | 0                    | 0                    |
| 1959                 | 3                    | 0                    |
| Totaal               | 12                   | 2                    |